# JALways
JALways Co., Ltd. (JAZ) (яп. 株式会社ジャルウェイズ кабусики гайся дзярувэйдзу), ранее Japan Air Charter Co., Ltd. (яп. ジャパンエアチャーター株式会社 дзяпан эа тя:та: кабусики гайся), действовавшая как JALways, — упразднённая чартерная авиакомпания Японии со штаб-квартирой в токийском международном аэропорту Нарита, работавшая в сфере туристических перевозок на высокозагруженных международных направлениях. Являлась дочерней структурой национальной авиакомпании Japan Airlines.
Портом приписки перевозчика и его главным транзитным узлом (хабом) являлся международный аэропорт Нарита, в качестве дополнительного узла использовался международный аэропорт Кансай.
Авиакомпания была основана 5 октября 1990 года под официальным названием Japan Air Charter и 22 февраля следующего года начала чартерные перевозки на широкофюзеляжных лайнерах McDonnell Douglas DC-10. 30 июля 1999 года компания получила лицензию на право выполнения регулярных пассажирских рейсов, свой первый регулярный маршрут перевозчик открыл 1 октября того же года, а спустя несколько дней произошла смена названия авиакомпании на JALways с полным ребрендингом всех структурных подразделений. По итогам финансового года, окончившегося 31 марта 1999 года, JALways совместно с другими авиакомпаниями группы JAL Group перевезла 32 миллиона пассажиров и более 1,1 миллионов тонн грузов и почты.
JALways полностью принадлежала флагману Японии Japan Airlines. 1 декабря 2010 года вся операционная деятельность авиакомпании перешла под прямой контроль Japan Airlines с упразднением дочернего перевозчика JALways.

## История

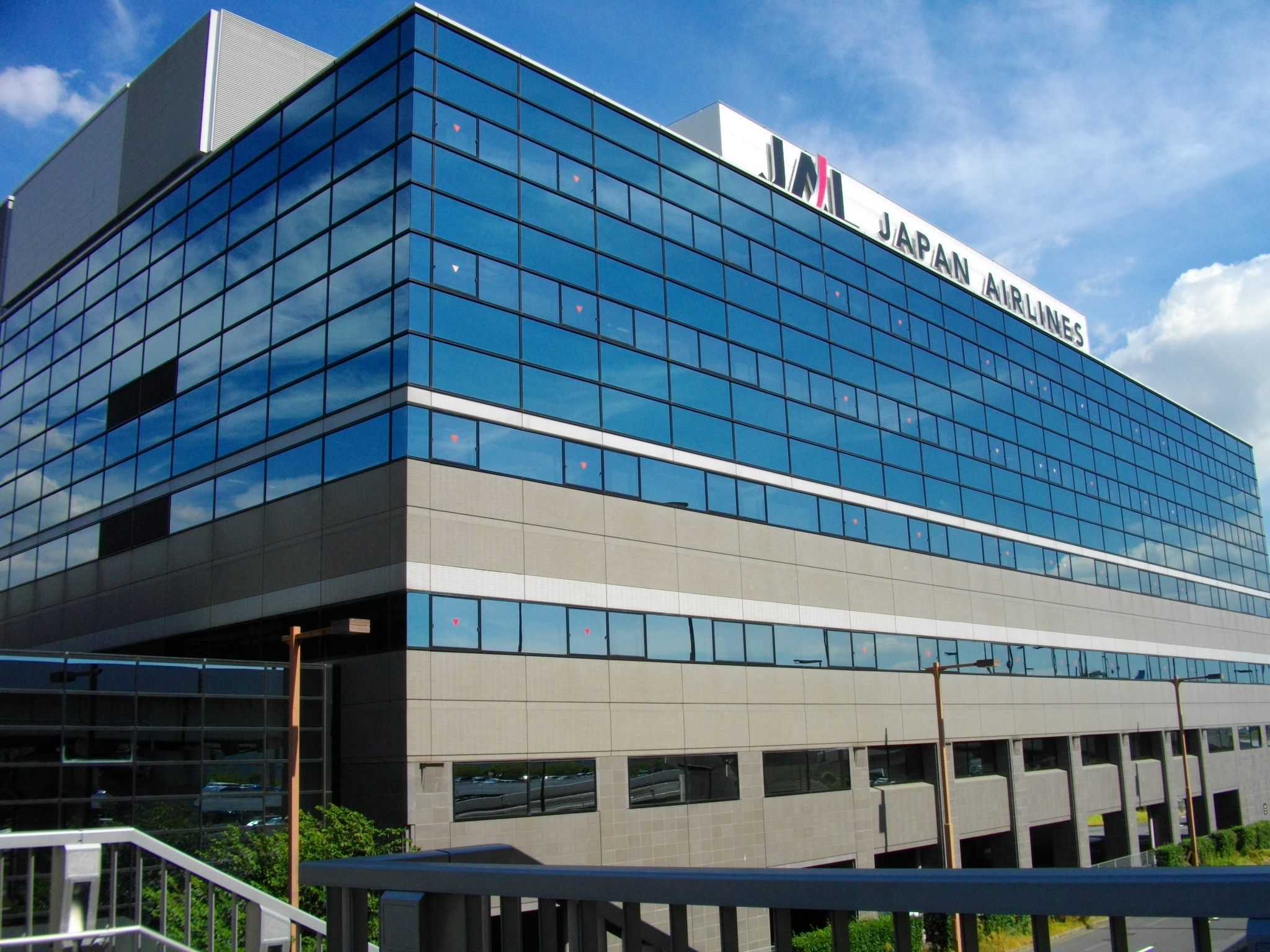
Штаб-квартира JAL в международном аэропорту Нарита

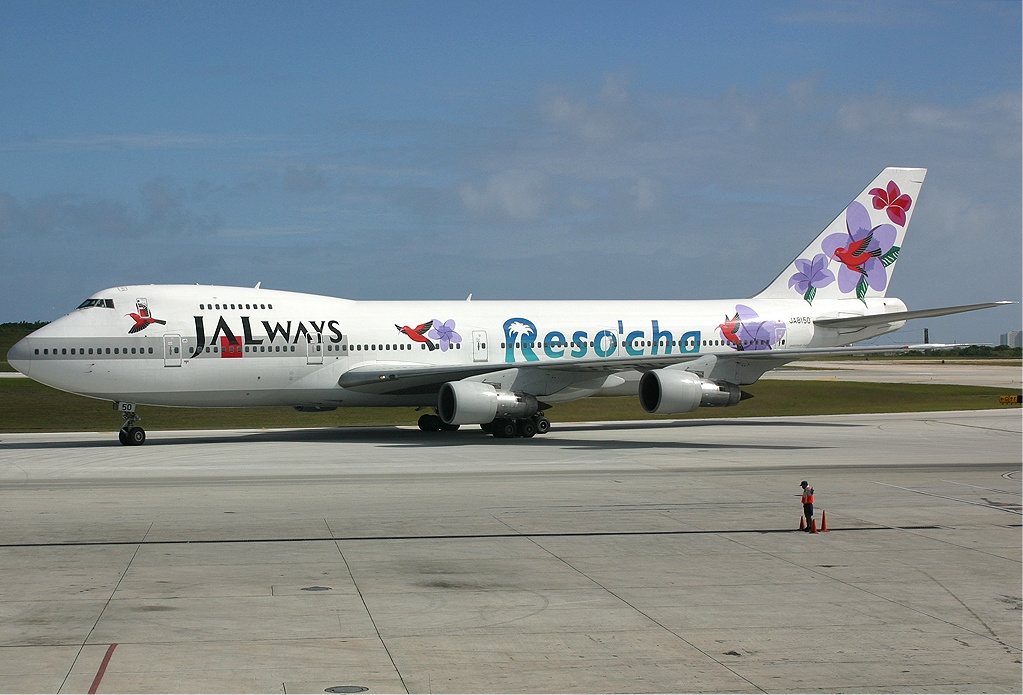
Boeing 747—200 авиакомпании JALways

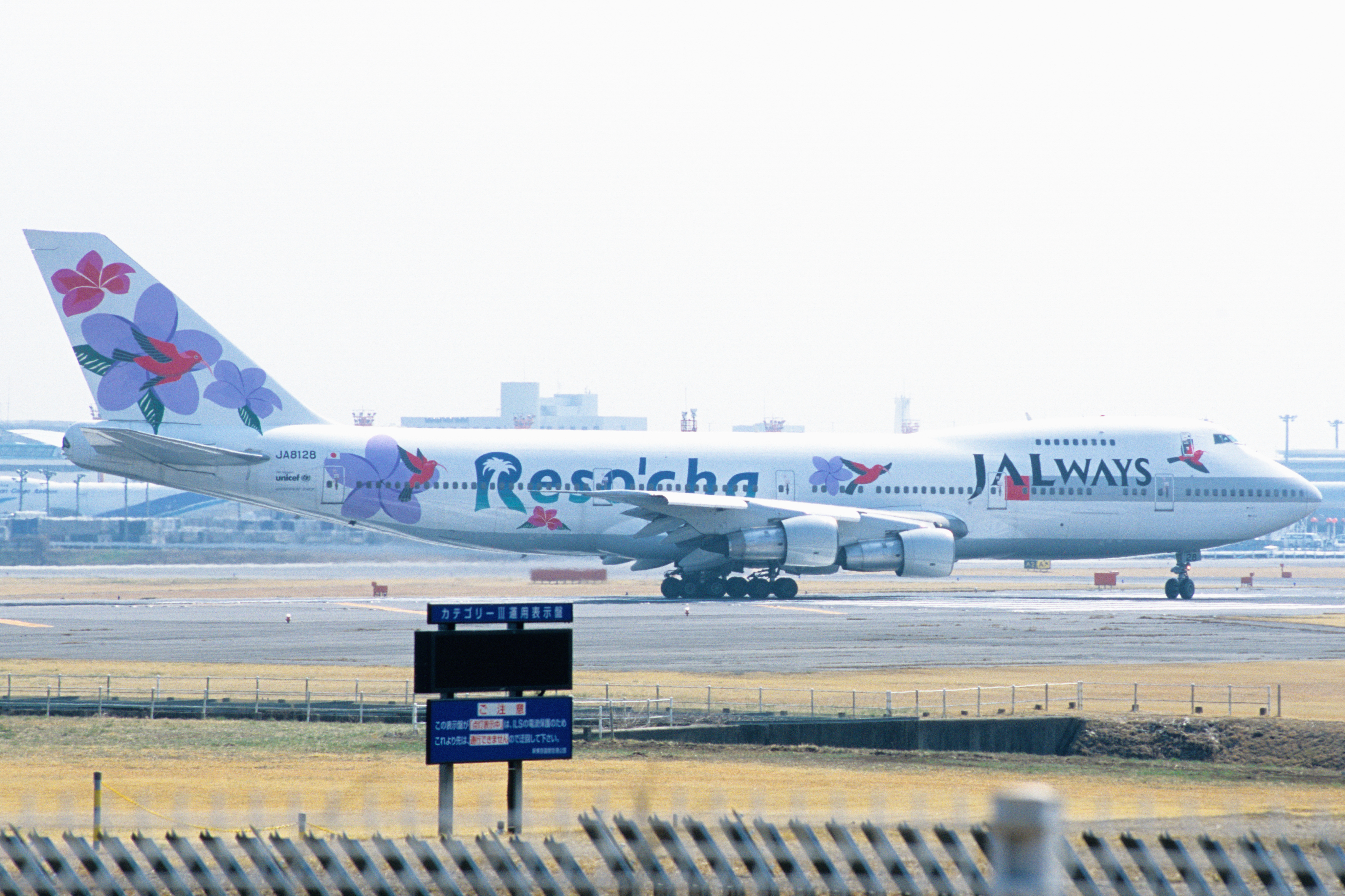
Boeing 747—100 авиакомпании JALways

Авиакомпания Japan Air Charter Co., Ltd. (JAZ) была основана 3 октября 1990 года в качестве бюджетного перевозчика с собственностью, на 80 % принадлежащей Japan Airlines (JAL). Основной целью вновь образованной авиакомпании являлась организация чартерных пассажирских перевозок из региональных аэропортов Японии по популярным туристическим маршрутам в Азиатско-Тихоокеанском регионе. Самолёты Japan Air Charter были арендованы у JAL, лётный состав был набран среди американских пилотов, проживавших на Гавайских островах, кабинные экипажи набирались в Бангкоке, где компания развернула центр по подготовке и переподготовке сотрудников. 22 февраля 1991 года авиакомпания получила лицензию на осуществление чартерных пассажирских перевозок и 1 июля того же года открыла свой первый чартерный маршрут из Фукуоки в Гонолулу на широкофюзеляжных лайнерах McDonnell Douglas DC-10. 9 июля 1993 года число перевезённых пассажиров Japan Air Charter достигло отметки в 100 тысяч.
30 июля 1999 года Japan Air Charter получила лицензию на выполнение регулярных пассажирских перевозок, которые планировалось осуществлять на взятых в мокрый лизинг самолётах авиакомпании Japan Airlines. В частности, в планах перевозчика было выполнение рейсов на высозагруженных направлениях в Азиатско-Тихоокеанском регионе с использованием четырёх самолётов McDonnell Douglas DC-10 и пяти лайнеров Boeing 747. 1 октября того же года компания сменила своё официальное название на JALways Co., Ltd и запустила свой первый регулярный рейс из Токио в международный аэропорт Кона и международный аэропорт Гонолулу.
9 марта 2001 года в результате пакетного обмена акциями JALways стала полностью дочерним подразделением флагманской авиакомпании Japan Airlines. Смена владельца JALways повлекла за собой смену руководящего состава авиакомпании, после чего был принят план её реструктуризации в рамках стратегического плана JAL на период 2000—2002 годы. 1 апреля 2005 года JALways анонсировала введение новой униформы кабинных экипажей и объявила о выводе из эксплуатации широкофюзеляжных самолётов McDonnell Douglas DC-10 к 31 октября того же года. 1 апреля 2007 года JALways вместе с четырьмя партнёрскими по группе JAL авиакомпаниями стала аффилированным членом глобального авиационного альянса пассажирских перевозок Oneworld.
В соответствии с очередным корпоративным планом JAL на 2005—2007 годы, опубликованным 10 марта 2005 года, холдинг JAL Group вывел из эксплуатации возрастные самолёты Boeing 747—300. Последний полёт самолёт данного типа, прослуживший в JAL 26 лет, совершил 30 июля 2009 года из Гонолулу в Токио.
В мае 2009 года JALways расторгла контракты со всеми 130 американскими пилотами и закрыла свой офис на острове Оаху.
1 декабря 2010 года JALways прекратила операционную деятельность в связи с передачей всех операций под прямой контроль авиакомпании Japan Airlines.

## Штаб-квартира
К моменту закрытия авиакомпании её штаб-квартира располагалась на третьем этаже здания Операционного центра Japan Airlines в Нарите (яп. 日本航空成田オペレーションセンター 'нихон ко:ку: нарита опэрэ:сён сэнта:') (международный аэропорт Нарита, префектура Тиба).
Ранее штаб-квартира JALways находилась на 23-м этаже «Spheretower Tennoz» (スフィアタワー天王洲 суфиатава: тэннодзу) в Хигаси-Синагава (район Синагава, Токио).

## Маршрутная сеть
По состоянию на 30 ноября 2010 года авиакомпания JALways работала на трёх внутренних и двенадцати международных регулярных маршрутах в девяти странах на трёх континентах.

## Флот

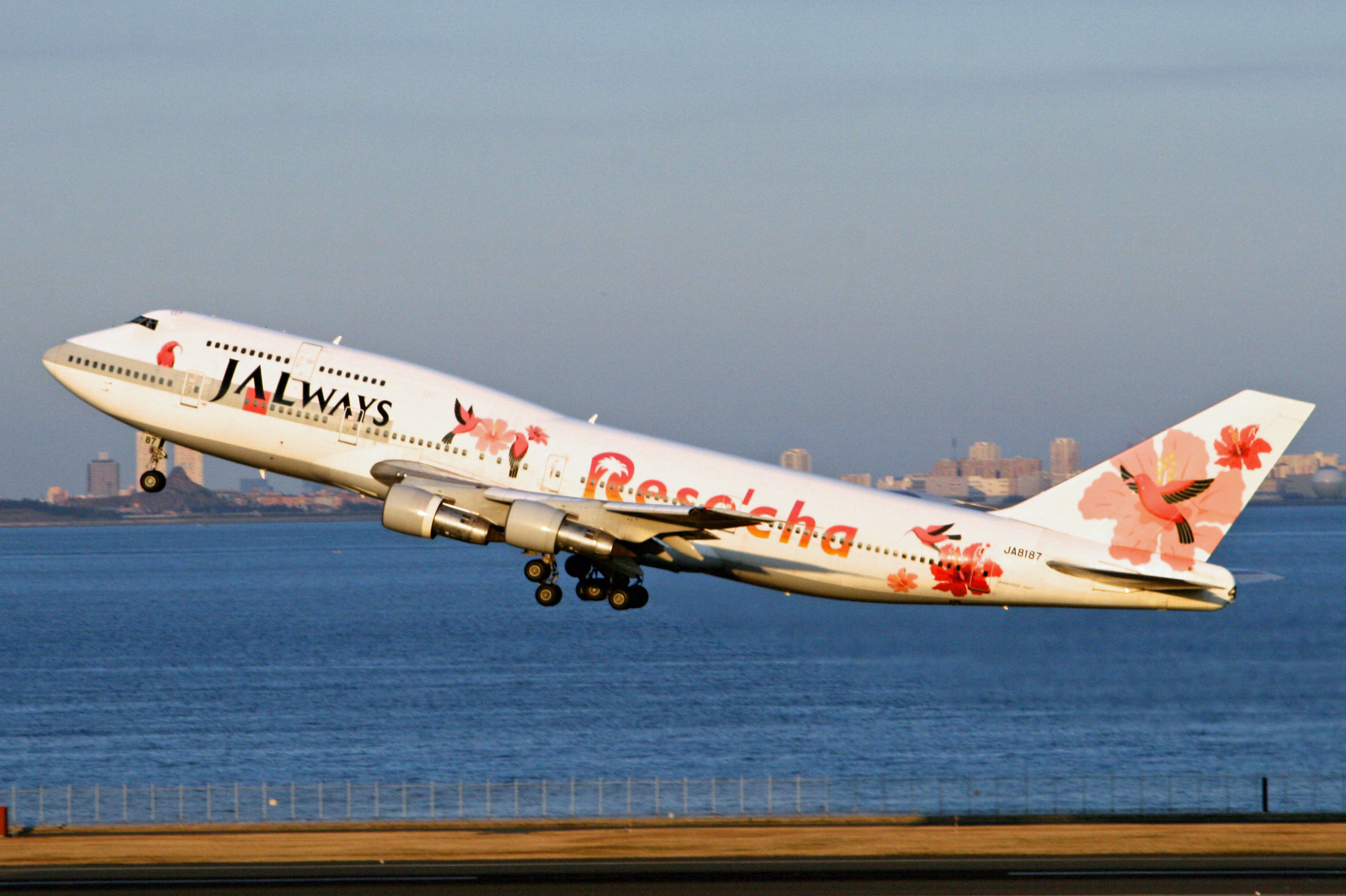
Boeing 747—300 авиакомпании JALways

В 2010 году воздушный флот JALways составляли самолёты Boeing 747-400, Boeing 767 и Boeing 777—200, взятые в мокрый лизинг у авиакомпании Japan Airlines:.

### Флот до 2009 года
До 2009 года авиакомпания JALways эксплуатировала следующие самолёты:
- Boeing 747—200[2]
- Boeing 747—300[4][8]
- McDonnell Douglas DC-10[2][4]